# Carex uruguensis
Carex uruguensis är en halvgräsart som beskrevs av Johann Otto Boeckeler. Carex uruguensis ingår i släktet starrar, och familjen halvgräs.

## Underarter
Arten delas in i följande underarter:
- C. u. angustata
- C. u. pseudoechinata
- C. u. uruguensis